# يوم الإنترنت
يوم الإنترنت هو حدث يُحتفل به في التاسع والعشرين من أكتوبر في كل من المكسيك، وبيرو، وتشيلي، وباراغواي، والأرجنتين، وإسبانيا، وكولومبيا، والأوروغواي، والإكوادور، وبوليفيا، وفنزويلا، ومناطق أخرى من العالم، وقد أسسته جمعية مستخدمي الإنترنت. احُتفل بهذا اليوم لأول مرة في التاسع والعشرين من أكتوبر عام 2005، وبعد ذلك بفترة وجيزة، انعقد مؤتمر القمة العالمية لمجتمع المعلومات في تونس في نوفمبر عام 2005 الذي اقترح للأمم المتحدة تاريخ 29 أكتوبر ليكون يوم مجتمع المعلومات على الصعيد العالمي، وهكذا، أصبح الاحتفال بيوم الإنترنت يجري في ذلك التاريخ. ولكن احتُفل به في سنة 2020 يوم الأحد 17 مايو.

## الأهداف العامة
يهدف يوم الإنترنت إلى تبيان الإمكانيات التي تقدمها التكنولوجيا الحديثة لتطوير مستويات المعيشة، من خلال رفع وعي الناس بالتكنولوجيا وبوظائفها.

## الفكرة
انطلقت مبادرة يوم الإنترنت من قبل جمعية مستخدمي الإنترنت، مع انضمام جمعيات إسبانية أخرى من أجل مشاركة مساهمات كل منها في إيصال مجتمع المعلومات إلى جميع المواطنين.
في أمريكا اللاتينية، حقق يوم الإنترنت العالمي نجاحات هائلة، ولذلك يرتبط هذا اليوم بجمعية مستخدمي الإنترنت الكولومبية، وجمعية الإنترنت المكسيكية، وجمعية مستخدمي الإنترنت، الأرجنتينية، وجمعية مستخدمي الإنترنت التشيلية، وجمعية الإنترنت في الإكوادور، ويدير المكتب الفني في فنزويلا منظمة «أيدي الأطفال والمراهقين».
في كولومبيا، تتمثل الرسالة المؤسسية لجمعية مستخدمي الإنترنت الكولومبية برفع الوعي، والمعرفة، واستخدام تكنولوجيا المعلومات والتواصل وتسخيرها، فضلًا عن تطوير الإنترنت داخل البلد.
كانت تشيلي حاضرة في السنة الأولى لإقامة هذه المبادرة (2005)، لتكون بذلك أول بلد من أمريكا اللاتينية يدعم يوم الإنترنت ويحتفل به. تضطلع منظمة مستخدمي الإنترنت في تشيلي بتطوير هذا الحدث، وقد ابتدعت -من خلال عقد مؤتمر- جوائز مستخدمي الإنترنت وتمكنت من جعل هذا النشاط من المناسبات الوطنية. تضمنت المشاريع التوأمة الرقمية، وحملة «نحن نتحدث اللغة الإلكترونية ذاتها»، ودورات مهووس الأفلام المتنقلة، وأكاديميات التطوع الإلكتروني، وشبكة المراسلون، والوحدة التنسيقية لمجتمع المعلومات. ينصبّ التركيز في تشيلي على توزيع مكافأة مستخدمي الإنترنت التي تُمنح إلى المبادرات التكنولوجية الاجتماعية المبتكرة داخل البلاد.
في الأرجنتين، تُعقد المؤتمرات وجهًا لوجه وفي الواقع الافتراضي، مع منتديات للنقاش ودردشات على الهواء مع خبراء مشهورين على الصعيد الوطني والعالمي، في بيئة تعاونية على الإنترنت للتفاعل.
في بوليفيا، تجري النقاشات حول قوة الإنترنت، إذ إن الإنترنت في بوليفيا هو الأضعف في العالم، فضلًا عن كونه الأعلى تكلفة في عموم أمريكا الجنوبية.
احُتفل بيوم الإنترنت لأول مرة في الخامس والعشرين من أكتوبر عام 2005، وكان هناك أكثر من 400 حدث في أكثر من 8,000 موقع في 31 مقاطعة تابعة إلى 17 منطقة مختلفة. وقعت أكثر من 200 هيئة عامة وخاصة على إعلان المبادئ لبناء مجتمع المعلومات، لتمثل بذلك أكثر من مليون مواطن.
في نوفمبر عام 2005، انعقد مؤتمر القمة العالمية لمجتمع المعلومات الثاني في العاصمة تونس واقترح للجمعية العامة للأمم المتحدة يوم السابع عشر من مايو ليكون اليوم العالمي للاتصالات ولمجتمع المعلومات.
ينص البند 121 من الوثيقة النهائية لمؤتمر القمة العالمية لمجتمع المعلومات المنعقد في تونس في نوفمبر عام 2005 على الاتي:
يعطي يوم الإنترنت الفرصة لتطوير الوصول إلى مجتمع المعلومات وتسهيله لغير المتصلين بالتكنولوجيا وغير القادرين على ذلك. وبالاستفادة من الخبرة المكتسبة في إسبانيا لتشجيع الاحتفال بهذا اليوم في بلدان أخرى، وجعله متاحًا لجميع المهتمين بكل الأنشطة، والمعلومات، والمنهجيات التي طورها المشاركون في النسخ السابقة.

## المشاركة
إن العالم بأكمله مدعو للمشاركة في يوم الإنترنت. ثمة عدة طرق للمشاركة والمساهمة. تُقام الفعاليات في العديد من المدن التي تحيي ذكرى هذا اليوم، وتنظمها شركات وإدارات ومنظمات بأنواع وأحجام مختلفة، ولا بد لها من تحقيق الشروط الآتية:
يتعين على الفعالية إيصال مجتمع المعلومات إلى غير المتصلين بالتكنولوجيا وغير القادرين على ذلك.
تُقام الفعالية الرئيسية في السابع عشر من مايو.
يجري التعريف بالفعالية على الموقع الإلكتروني www.diadeinternet.org
فضلاً عن ذلك، يقدم المنظمون بيانات تسمح للأفراد بالاشتراك ويمنحون جوائز يوم الإنترنت، التي تهدف إلى الإقرار بجهود الأفراد والمؤسسات لدمج المواطنين في مجتمع المعلومات، وتطوير إمكانية الوصول إلى الشبكة، وحث الأفراد والمؤسسات على المشاركة والمساهمة في نشر هذا الحدث.
المناسبات السابقة
سُبقت هذه الاحتفالية باحتفالية يوم الاتصالات العالمي، وهو ذكرى سنوية تتمحور حول مهنة الاتصالات والمختصين بها. لاحقًا في تسعينيات القرن المنصرم، احتفلت الولايات المتحدة «بيوم الإنترنت» الخاص بها لغرض ربط المدارس مع البنية التحتية للإنترنت، وقد انتهى الاحتفال بهذا اليوم فور حل مشكلة المدارس غير المتصلة.
في منتصف التسعينيات في فرنسا، ظهرت مناسبة عيد الإنترنت (بالفرنسية: La fête de l’internet)، وهي مناسبة لا يزال يُحتفل بها حتى الآن في منتصف شهر مارس من كل عام، ويركز هذا اليوم على الدول الناطقة بالفرنسية.
في عام 2004، أسس الاتحاد الأوروبي يوم الإنترنت الآمن بغرض رفع الوعي وجعل الإنترنت أكثر أمانًا وموثوقية. شجعت العديد من دول الاتحاد الأوربي هذا الحدث، وقد أُعيد الاحتفال به مجددًا في عام 2005.
أيضًا في عام 2004، ظهرت مبادرة يوم الإنترنت في إسبانيا باقتراح من جمعية الإنترنت التي انضمت إليها مختلف المنظمات، واحتُفل بهذا اليوم لأول مرة في الخامس والعشرين من أكتوبر عام 2005 مع مشاركات هائلة.
بعد الإعلان في تونس، حدد منظمو يوم الإنترنت السابع عشر من مايو يومًا لإقامة هذا الاحتفال، وسوف يساهمون بأساليبهم في تطوير هذه المبادرة في كل أرجاء العالم.

## وصلات خارجية
- What is Web Browser In Hindi
- World-wide day of Internet
- Internet Day - Internet Ki Jankari Hindi Me